# Perilitus pervicax
Perilitus pervicax är en stekelart som beskrevs av De Saeger 1946. Perilitus pervicax ingår i släktet Perilitus och familjen bracksteklar. Inga underarter finns listade i Catalogue of Life.